# 阿什頓安德萊恩 (英國國會選區)
阿什頓安德萊恩（英語：Ashton-under-Lyne），英國國會一自治市選區，位於大曼徹斯特郡東部，包括泰姆賽德西北部六個地方選區和奧爾德姆都市自治市西南部兩個地方選區。
設於1832年，早期是自由黨的選區，19世紀末至20世紀初轉向保守黨，但1935年以後一直支持工黨。本區自2001年至2015年的議員為大衛·海耶斯。他在2010年大選中以48.4%選票連任成功。
2015年大選中，工黨的安杰拉·雷纳（Angela Rayner）當選。2017年大選，安杰拉·雷纳連任成功。